# Charles Paul Narcisse Moreau
Pour les articles homonymes, voir Moreau (nom de famille).
Charles Paul Narcisse Moreau (14 septembre 1837 à Paris – 6 juillet 1916 à Lyon) est un militaire et mathématicien français.

## Biographie
Ancien élève de l'École polytechnique (promotion 1857), il termine sa carrière comme colonel dans l'artillerie. Il est président de la Commission d'études pratiques de tir quand il est en poste à Poitiers. Il sert au Mexique, durant l'expédition du Mexique, obtient la médaille commémorative de l'expédition du Mexique et est nommé chevalier de l'Ordre Impérial de la Guadeloupe le 16 septembre 1866. Puis il est en poste en Algérie avant de regagner la France métropolitaine. Il est chevalier de la Légion d'honneur en 1872, et officier en juillet 1893.

## Mathématiques et jeu d'échecs
Jeremy P. Spinrad pense que c'est ce C. Moreau qui a publié en 1872 un article sur ce que l'on appelle parfois la formule de Moreau de comptage des colliers (en) et qu'il s'agit du même « Colonel Moreau » connu pour avoir perdu toutes ses parties (26 au total) au tournoi d'échecs de Monte Carlo (en) de 1903. Pour sa défense, on peut noter qu'il était un invité de dernière minute en remplacement de Mikhail Tchigorine.

## Publications de C. Moreau
Une douzaine d'articles sont des Solutions aux questions posées dans les numéros précédents de la revue Nouvelles annales. Les deux premières de ces réponses datent de 1857, et C. Moreau signe comme « élève dans la classe de M. Briot au lycée Saint-Louis ». Plus tard, il pose lui-même des questions, tout en continuant à soumettre des solutions à d'autres questions.
Les quatre articles suivants sont en accès direct, le premier traite du dénombrement des colliers. Le dernier, plus tardif, est en italien.
- C. Moreau, « Sur les permutations circulaires distinctes », Nouvelles annales de mathématiques, journal des candidats aux écoles polytechnique et normale, 2e série, vol. 11,‎ 1872, p. 309–314 (lire en ligne)
- C. Moreau, « Propositions sur les nombres », Nouvelles annales de mathématiques, journal des candidats aux écoles polytechnique et normale, 2e série, vol. 14,‎ 1875, p. 274–275 (lire en ligne)
- C. Moreau, « Questions », Nouvelles annales de mathématiques, journal des candidats aux écoles polytechnique et normale, 2e série, vol. 14,‎ 1875, p. 527-528 (lire en ligne)
- C. Moreau, « Sur quelques théorèmes d'arithmétique », Nouvelles annales de mathématiques, journal des candidats aux écoles polytechnique et normale, Sér. 3, vol. 17,‎ 1898, p. 293-307 (lire en ligne)
- C. Moreau, « Solution d'un problème de probabilités », Arch. der Math. u. Phys., vol. 3, no 4,‎ 1902, p. 184-189